# MK鋼
MK鋼（MKこう）は、鉄とニッケル、アルミニウムを主成分とする磁石。アルニコ磁石とよく似ている。

## 概要
1931年に日本の冶金家である三島徳七によって開発された。1932年6月23日、三島はMK磁石鋼の特許（96371号）を取得した。MKは「Mishima-Kizumi」の頭文字（養家の三島家と、生家の喜住家）に由来する。合金を鋳造した後摂氏600度以上で焼き戻すことで作られる。当時最強の磁石鋼として知られていたKS鋼よりも安価で硬く、かつKS鋼の2倍の保磁力を持つ。
MK鋼は形状や大きさを変化させても強い磁力を維持することができるため、色々な形のものがある。U型磁石、棒磁石、ゴム磁石（弾磁石）、丸磁石、玉磁石などがある。温度変化や振動に対しても安定した磁力を発生させることができる。この特性を利用し、エレクトロニクスや航空、自動車などの産業で広く用いられている。